# Café de Paris (marque)
Pour les articles homonymes, voir Café de Paris.
Café de Paris est une marque de vins mousseux et pétillants fondée en 1898. Elle appartenait au groupe Pernod-Ricard jusqu´en mars 2020, avant sa revente au groupe Cordier, devenu Cordier By InVivo après sa fusion avec Vinadeis en 2021. Sa production, imprégnée de l’esprit de Saint-Germain-des-Prés, offre des boissons aux légères bulles aromatisées, ainsi que des nouvelles créations comme Clin d’œil, inspirée de l’ambiance des ateliers d’artistes de Belleville ou encore des cocktails pétillants inspirés de l’effervescence des soirées en terrasse. Cependant, les références de la marque restent les Café de Paris brut rosé, brut, brut bio et demi-sec.
Les produits sont élaborés et mis en bouteille à Cubzac-les-Ponts près de Bordeaux, et sont vendus dans le monde entier.

## Production
Le site de production de Cubzac s'étend sur une surface de 5 000 m2 et est bâtie sur un terrain de 6 ha. Un plateau de 3 ha surplombe le site et offre une vue panoramique sur la région et le pont Eiffel. Sous ce plateau, 3 km de caves courent depuis 1562 dans une très ancienne carrière de pierres qui, jadis, a fourni la pierre calcaire pour la construction de monuments emblématiques de la région, tels que le Château Trompette de Bordeaux.
Les vins effervescents Café de Paris sont réalisés à partir de la méthode Charmat qui consiste à réaliser une prise de mousse dans une cuve sous haute pression.
Après une sélection minutieuse de vins au profil aromatique et rafraîchissant, puis l'ajout précis de levures et de la liqueur de fermentation ainsi que le contrôle de la température, on obtient une effervescence naturelle après 15 à 20 jours en cuve fermée. Ensuite, viens l'élevage en cuve pour affiner la bulle et enrichir les arômes. Puis c'est l'étape de la filtration et du dosage en sucre, avant la mise en bouteille.